# 侯俊
侯俊，中华人民共和国政治人物、全国脱贫攻坚先进个人。

## 生平
侯俊供职于中国气象局，担任办公室机关事务处七级职员。2018年8月，中国气象局选派干部到内蒙开展京蒙对口帮扶后，他主动请缨，担任内蒙古自治区兴安盟突泉县太平乡五三村第一书记。任内搞危房改造、抓公共基础设施建设、建立“三务”公开制度等，成绩卓出。全村紫皮蒜种植面积近300亩，总收入达到了240余万元。此外他还在周末对全镇家庭贫困且品学兼优的孩子进行辅导、资助参加北京夏令营，备受当地民众赞誉。
因在脱贫攻坚战中作出突出贡献，2021年2月25日全国脱贫攻坚总结表彰大会上，侯俊被授予“全国脱贫攻坚先进个人”。